# Liopasia rufalis
Liopasia rufalis là một loài bướm đêm trong họ Crambidae.